# Свинеопашат макак
Свинеопашат макак (Macaca nemestrina, наричан още Лапундер) е примат от Стария свят разпространен в Югоизточна Азия. До 2001 г. към вида като отделен подвид е причисляван и Северния свинеопашат макак (Macaca leonina). Таксономично представителите му са отделени като нов вид, поради което понякога свинеопашатия макак за да бъде отдиференциран географски се нарича Южен свинеопашат макак.

## Разпространение
Видът е разпространен в южните части на Тайланд, полуостров Малака, островите Борнео и Суматра както и по-малки острови в съседство. Има малка интродуцирана популация в Сингапур и островите Натуна. В провлака Кра и остров Пукет се застъпват популациите със северния свинеопашат макак. Поради тази причина е трудно да се отдифиринцира ясна граница на двата вида. Още повече на някои места се наблюдава и хибридизация между двата вида. До неотдавна към вида са причислявани представителите ина други два съвременни вида обитаващи острови югоизточно от Суматра - Пагайски макак и Сиберутски макак.

## Описание
Свинеопашатите макаци са с маслиненокафява козина по цялото тяло с изключение на долните части в областта на корема, където е по-светла. Козината на върха на главите им е тъмнокафява или черна и расте в определена посока като в областта на лицето е рядка или липсва. Представителите на двата пола се различават по големината на тялото. Мъжките имат опашка с дължина от 495 до 564 mm и тежат от 6,2 до 14,5 kg. Опашката на женските е с дължина от 467 до 564 mm, а теглото им е от 4,7 и 10,9 kg. Мъжките имат много по-големи кучешки зъби от женските, които използват за да респектират противниците. Продължителността на живота при лапундерите е около 26 години.

## Хранене
Лапундерите са предимно плодоядни животни. Около 74% диетата им е представена от плодове. Освен това консумират голямо разнообразие от различни други видове храни като насекоми, семена, млади листа. Основната част от времето си прекарват на земята. В селскостопански райони са се пригодили да нападат култивирани растения като кокосови орехи, папая, царевица и маниока.

## Размножаване
Бременността продължава 162 - 186 дни.